# Пајпер PA-31T чејен
Пајпер PA-31T чејен / Piper PA-31T Cheyenne  је лаки амерички путнучки двомоторни, осмоседи, нискокрилни авион са затвореном кабином, који се користи као пословни, путнички, такси, туристички, спортски авион за обуку и тренажу пилота у периоду од 1973. до данашњих дана.

## Пројектовање и развој
Развој Пајпер PA-31T чејенa почиње средином 1960-их година, када је Пипер донео одлуку да препројектује веона успешан модел „Навахо“ и да уместо клипних мотора убаци турбоелисне моторе. Резултат овог пројекта је био  Пајпер PA-31T чејен, који јавности представљен 1974. године. Еволутивним побољшањем кроз варијанте овај модел је прерастао у нови авион Пајпер PA-42.

### Технички опис
Пајпер PA-31T чејен је двомоторни нискокрилни путнички авион са 6 до 8 седишта.
Труп авиона је металне конструкције монокок, округлаог попречног пресека. Кабина пилота и путника чине једну целину. Кабине су опремљене великим прзорима што омогућава изванредну прегледност из авиона. Авион је опремљен уређајима који у кабини одржавају константни притисак и температуру. При репу са десне стране трупа налазе се врата за улаз у авион.
Крила су металне конструкције трапезастог облика на чијим се крајевима налазе допунски резервоари за гориво. На крилима се налазе мотори, у крилаима су смештени унутрашњи резервоари за гориво а такође и простор у који се увлаче точкови за време лета. Крила имају управан положај на руп авиона.
Погонска група се састоји од два турбопроп мотора, начешће Pratt & Whitney Canada PT6A-28 са трокраком металном елисом константне брзине. У зависности од типа и наручиоца могу бити уграђени и други мотори.
Стајни трап је увлачећи типа трицикл (један точак напред и два испод крила. Први точак се у току лета увлачи у кљун авиона а крилни точкови се увлаче у крила. Погон за увлачење и извлачење ногу стајног трапа је хидраулични.

### Варијанте
- PA-31T Cheyenne - Mодел са два турбопроп мотора Pratt & Whitney Canada PT6A-28 снаге 462 kW.
- PA-31T-1 - Модел са два Pratt & Whitney Canada PT6A-II турбопроп моторa снаге 373 kW.
- PA-31T Cheyenne II - Побољшана верзија, са два турбопроп мотора Pratt & Whitney Canada PT6A-28 снаге 462 kW.
- PA-31T2 Cheyenne IIXL- Верзија са два турбопроп мотора мотора Pratt & Whitney Canada PT6A-135 снаге 559 kW.

## Оперативно коришћење
Укупно је произведено 823 примерака у периоду од 1974. до 1985. године а нашао је примену као војни а и цивилни авион. Продавао се широм света: Аустралија, Бразил, Колумбија, Канада, Француска, Немачка, Грчка, Мадагаскар, Мауританија, Мексико, Намибија, Нова Каледонија, Швајцарска, Зугославија и САД.

### Авион Пајпер PA-31T чејен у Југославији
Прва два авиона Пајпер PA-31P и PA-31-350 стигла су у Југославију 1977 и 1979. године. У периоду од 1977 до 1989. у Југословенском регистру цивилних ваздухоплова било је регистровано 6 авиона модел Пајпер PA-31T од којих је четири било у ЈАТ-у (Аеротакџи). Ови авиони су били стационирани на Аеродрому "Никола Тесла" у Београду и аеродрому у Вршцу. Они су служили за одржавање веза са 29 дестинација у Европи и северној Африци.